# Khleo Thomas

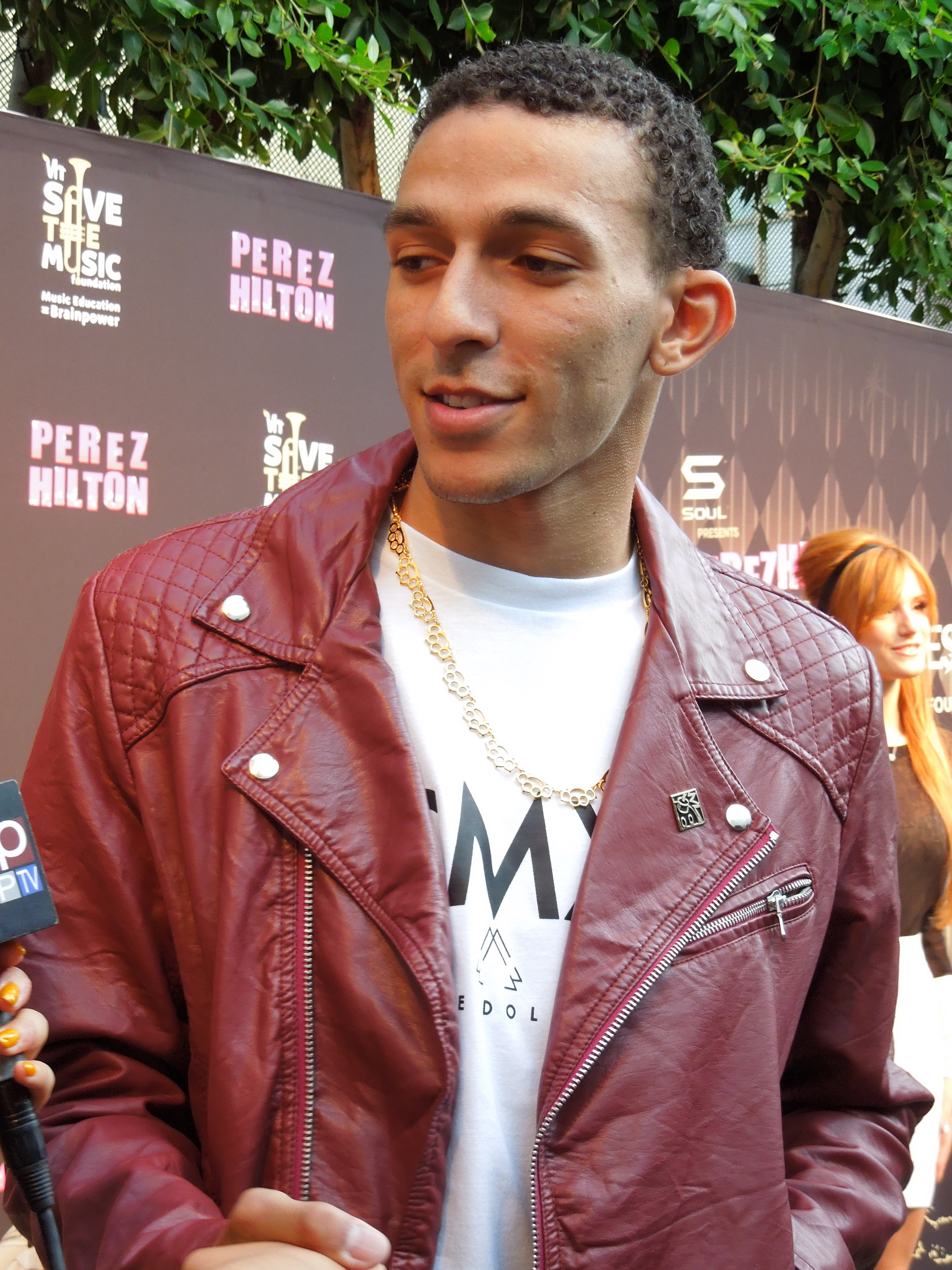
Khleo Thomas (2012)

Khleo Thomas (eigentlich Khaleed Leon Thomas; * 30. Januar 1989 in Anchorage, Alaska) ist ein US-amerikanischer Schauspieler und Rapper.

## Leben
In Deutschland, wo Khleo Thomas einige Jahre lebte, wurde er durch seine Verkörperung des Hector „Zero“ Zeroni im 2001 entstandenen Spielfilm Das Geheimnis von Green Lake bekannt, wo er mit Shia LaBeouf spielte.
Eine weitere kleine Nebenrolle bekam er in dem Film Walking Tall – Auf eigene Faust, wo er mit Dwayne Johnson alias The Rock in der Hauptrolle spielte.
Außerdem spielte er in dem US-amerikanischen Jugendfilm aus dem Jahr 2004 „Der große Kampf“ (Original: Going to the Mat) eine Nebenrolle.

## Filmografie (Auswahl)
- 2003: Das Geheimnis von Green Lake (Holes)
- 2004: Walking Tall – Auf eigene Faust (Walking Tall)
- 2004: Der große Kampf (Going to the Mat)
- 2005: Roll Bounce
- 2005: Dirty
- 2007: Dr. House (Fernsehserie, Episode 4x7)
- 2009: Stürmische Zeiten – Gib niemals auf (Hurricane Season)
- 2013: Bones – Die Knochenjägerin (Fernsehserie, Episode 8x20)
- 2016: Soy Nero
- 2016: Shameless – Nicht ganz nüchtern